# Jan Cimický
Jan Cimický (* 23. února 1948 Praha) je český psychiatr, prozaik, básník, překladatel, dramaturg a scenárista.

## Život
Vystudoval Lékařskou fakultu Univerzity Karlovy v Praze (1972) a od počátku své lékařské dráhy se specializoval na psychiatrii. Pracoval v Psychiatrické léčebně v Bohnicích, kde byl od roku 1981 až do svého odvolání v roce 1996 primářem socioterapeutického a rehabilitačního oddělení. Podle jeho tehdejšího nadřízeného Zdeňka Bašného měl Cimický zneužít svého lékařského postavení, jak vyplývalo ze dvou podání, která jej vinila ze sexuálního obtěžování. V roce 1996 si Cimický otevřel privátní Centrum duševní pohody Modrá laguna, kde jeho spolupracovnicemi byly Helena Suková a Jiřina Sámková.
Přes 50 let spolupracoval s Českým rozhlasem, mimo jiné na stanici Český rozhlas Dvojka moderoval pořad Noční Mikrofórum a příležitostně také Nedělní Dobré ráno. Je čestným předsedou České sekce Mezinárodní organizace autorů dobrodružné a detektivní literatury (AIEP),[zdroj?] členem Obce spisovatelů, členem Psychiatrické a akupunkturní společnosti J. E. Purkyně[zdroj?] a také francouzské psychiatrické společnosti (FIFP).[zdroj?]
Ve jmenných evidencích Archivu bezpečnostních složek je uveden jako důvěrník StB, krycí jméno Pinel, registrační číslo 46 485. Jeho spis byl začátkem prosince 1989 zničen.

## Literární činnost
Cimického próza čerpá převážně z lékařské praxe, mnohdy jde o příběhy s detektivní zápletkou – např. Případy doktora Dvořáka (1976), Poslední zastávka smrt (1980), Klíč k pachateli (1981), Případ Bílá skála (1981), Případ zatoulané pohlednice (1982), Gang smrtících snů (1985), Rána z milosti (1995), Dívka z přehrady (1997), Oddychový čas (1998), Popraviště v parku (2001), Vražedná past (2004), nebo Diagnóza: Náhlá smrt (2005). Problematikou stáří, generačních vztahů, morální lability a kriminality mládeže se autor zabýval v psychologické novele Poslední návrat (1988) a v románové reportáži Útěk do klece (1990). V povídkové sbírce Podivný host (1993) se zaměřil na sociální a psychologické problémy české společnosti po roce 1990.
Vydal několik sbírek vlastní poezie – Psychoterapie slov (1992), Stopami dláždění (1993), Lásko šílená (1996), Rákosová flétna (2001), Pro Tebe, má lásko (2003) a Ty a já (2007).
Je také autorem publikací pro veřejnost ze své odborné problematiky – Neznáme my se odněkud? (1990), Našinec v ohrožení (1994), Psychiatr v kapse (1995), Minimum o stresu (1996). Vydal též knihu vzpomínek Jak se z básníka stává psychiatr a naopak (1995) a cestopis Nefritový drak (2000).
Překládá díla francouzských dramatiků (např. Jean Anouilh) a básníků (např. Jacques Prévert).

## Kauza sexuálního obtěžování, násilí avydírání
Zpěvačka Jana Fabiánová v rámci jednoho z dílu pořadu 13. komnata, vysílaného v říjnu 2021, mimo jiné uvedla, že ji její psychiatr sexuálně napadl, neuvedla však jeho jméno. V reakci na chystané ocenění Cimického prezidentem České republiky medailí Za zásluhy, ke kterému mělo dojít v lednu 2022, zveřejnila 28. října 2021 na sociální síti Facebook příspěvek, ve kterém za výše uvedeného psychiatra označila Cimického. Poté se ozvalo několik dalších žen, které nezávisle na sobě uváděly podobnou zkušenost. Jimi popsané události odpovídají velmi závažným trestným činům. Napadení popsala na Instagramu a v interview DVTV 10. listopadu 2021 i moderátorka České televize Martina Hynková Vrbová, která s ním spolupracovala na pořadu Co mám dělat, když. Policie uvedla, že na základě informací z médií zahájila prověřování případu. Dne 9. listopadu policie v tiskové zprávě potvrdila, že kriminalisté provádí prvotní úkony v rámci trestního řízení, a vyzvala možné poškozené ženy i svědky, aby se ozvali přímo vyšetřovateli.
Ve výpovědích napadených pacientek zaznívalo, že je měl Cimický sexuálně napadat denně. Jedné z pacientek měl vyhrožovat elektrošoky, pokud by o napadeních promluvila. Pacientky měl sexuálně obtěžovat jako primář psychiatrie v Psychiatrické nemocnici Bohnice, poté v centru Modrá laguna. K působení Cimického v Bohnicích tehdejší ředitel ústavu Zdeněk Bašný uvedl, že o sexuálním obtěžování věděl, ale že byl překvapený jeho rozsahem a charakterem. Bašný potvrdil, že bylo veřejné povědomí o nevhodném chování Cimického vůči pacientkám, ale propustil jej až na základě stížností. Trestní oznámení ani podnět na lékařskou komoru kvůli Cimickému tehdy nepodal.
V reakci na kauzu premiér Andrej Babiš 8. listopadu 2021 prohlásil, že by Cimický státní vyznamenání neměl obdržet. Následující den prezident Miloš Zeman uvedl, že své rozhodnutí nezměnil. O dva dny později Andrej Babiš zaslal prezidentovi dopis, aby Cimického nevyznamenával. Cimický posléze oznámil, že vyznamenání nepřevezme a že se chce proti nařčení soudně bránit.
Advokátce Lucii Hrdé, která zastupuje oběti sexuálního násilí, se ozvalo přes 30 žen, které Cimického obvinily ze sexuálního napadení. Podle advokátky ani starší případy nemusí být promlčeny, pokud se prokáže kontinuální jednání.
Policie na jaře 2022 obvinila Cimického z 29 případů znásilnění a vydírání. Případy se měly stát mezi lety 1980 až 2016. Cimický byl během března 2022 vyloučen z České lékařské společnosti a ze všech jejích organizačních složek, včetně Psychiatrické společnosti ČLS JEP. Česká lékařská komora ale vyloučit Cimického nehodlá, a proto může nadále vykonávat svou profesi. Prezident komory Milan Kubek uvedl, že s případným vyloučením budou čekat na výsledek vyšetřování.
V červnu 2023 policie uvedla, že dokončila vyšetřování Cimického a navrhla jej obžalovat. Státní zástupce obžaloval Cimického ze čtyř znásilnění a 35 případů vydírání, kterých se měl dopustit v letech 1979 až 2019.

### Soudní proces
Hlavní líčení u Obvodního soudu pro Prahu 8 v případu bylo naplánováno na listopad 2023. Cimického obhájci žádali o odročení jednání, neboť Cimický byl na konci října převezen ve vážném stavu do Ústřední vojenské nemocnice po otravě léky, ale mluvčí soudu uvedla, že jednání se bude konat 7. listopadu. Následně ale bylo líčení odročeno na 4. ledna 2024 z důvodu onemocnění předsedy senátu. Během soudního líčení 4. ledna 2024 soudce Petr Novák upozornil novináře, že všem poškozeným přiznal postavení zvlášť zranitelných obětí. Zakázal zveřejnění jejich osobních údajů a uvedl, že za porušení zákazu je připraven ukládat pořádkové pokuty. Státní zástupkyně Martina Adámková přečetla všechny body obžaloby a zabývala se do detailu každým jednotlivým případem. Dle obžaloby se jednalo bývalé pacientky z bohnické léčebny, ze zařízení Modrá laguna i praktikantky z vysokých škol. Pro Cimického navrhla obžaloba trest odnětí svobody na 3 roky a zákaz výkonu lékařské profese. Cimický jakoukoliv vinu odmítl a zpochybnil postup policie. Podle obžaloby měl kromě jiných v letech 1979 a 1996 napadnout nebo zneužít šest dívek mladších 18 let. První případ sexuálního útoku uvedený v obžalobě se měl odehrát v roce 1979 v Psychiatrické léčebně Bohnice a týkal se šestnáctileté dívky hospitalizované po neúspěšné sebevraždě.
Dne 15. listopadu 2024 byl nepravomocně odsouzen k pětiletému trestu odnětí svobody nepodmíněně a desetiletému zákazu výkonu lékařské praxe za téměř čtyři desítky případů sexuálního vydírání a znásilnění. Skutky se staly v letech 1979 až 2019, většina skutků byla kvalifikována jako vydírání, když předchozí trestní zákon znásilnění definoval jako donucení k souloži či obdobnému pohlavnímu styku násilím nebo pod pohrůžkou násilí. V aktuálním trestním zákoníku, účinném od roku 2010, již definice znásilnění zahrnuje i pohrůžku těžkou újmou, poslední čtyři skutky tak byly označeny za znásilnění. Cimickému také přitížila nulová sebereflexe, když se obětem za své skutky ani neomluvil.

## Ostatní
Cimický měl také podle vyšetřovatele spisu Krakatice vytvořit falešnou zprávu o možné nepříčetnosti pro kontroverzního podnikatele Radovana Krejčíře, kdyby došlo k jeho zadržení a nemožnosti případného úplatku. Sám Krejčíř vypověděl, že se u Cimického léčil z deprese.